# Região Metropolitana de Tóquio
A Região Metropolitana de Tóquio engloba todas as cidades e prefeituras regentes em torno da capital do Japão, Tóquio. Com aproximadamente 37 milhões de habitantes é isoladamente a mais populosa região metropolitana do mundo. Em japonês, a Área da Grande Tóquio pode referir-se a Área de Tóquio (東京圏, Tōkyō-ken), como a Capital Capital (首都圏, Shuto-ken), ou Sul de Kanto (南関東, Minami-Kantō), Uma Metrópole, Três prefeituras (一都三県, Itto Sanken) entre outros. Esta área é a primeira do mundo no uso do transporte rápido, com 22 milhões de passageiros que utilizam diariamente as 126 linhas de trem.

## Definições
Existem muitas definições dependendo do contexto, por exemplo, em outras áreas metropolitanas do mundo.
Uma definição comum é:
- Uma metrópole de três prefeituras, compreende Tóquio e as prefeituras de Chiba, Kanagawa e Saitama. Esta tem 34,8 milhões de habitantes em 2008. Essa é a definição mais comum e simples, mas há muitas regiões fora das prefeituras.

- Outra definição proveniente do Escritório de estatísticas do Japão e se chama Kanto Área Metropolitana Maior. Esta consiste nos municípios que tem mais de 1,5% da população acima de 15 anos localizada nas seguintes cidades: Yokohama, Kawasaki, Chiba, Saitama e as 23 regiões especiais de Tóquio. Antes de fazer a cidade de Saitama em 2001, a área se chamava Keihin'yō Área Metropolitana Maior. Em 2000, a área reunia 34 milhões de habitantes.

- a definição das quatro prefeituras é a mais comum no Japão, o Escritório de Estatísticas do Japão usa a definição alternada de 50 km da sede do Governo Metropolitano de Tóquio, em Shinjuku contando com uma população de 36 150 000 pessoas (est. 2005). Outros consideram a  Ibaraki, a Península de Izu e outras áreas como parte da Grande Tóquio.

A tabela seguinte utiliza o 一都三県 Itto Sanken, excluídas as regiões de montanhas que estão a cem quilômetros da prefeitura de Tóquio. Para a prefeitura de Chiba, só incluem as áreas da costa do oeste da bahía, porque o resto são subúrbios. A área total desta zona é menor que o Condado de Los Angeles.
| Região(CORE)                    | População (Fev. 2008 estimadas, Escritório de Estatística de Japão). | Área (km²) | Densidade (per km²) |
| ------------------------------- | -------------------------------------------------------------------- | ---------- | ------------------- |
| Prefeitura de Tokyo (Urbana)    | 12 770 000                                                           | 1 457,3    | 8 762,8             |
| Prefeitura de Kanagawa (Urbana) | 8 877 000                                                            | 2 191,1    | 4 051,4             |
| Prefeitura de Saitama (Urbana)  | 6 997 000                                                            | 2 867,53   | 2 440,1             |
| Prefeitura de Chiba (West Bay)  | 4 829 000                                                            | 1 788,94   | 2 699,4             |
| 4 Prefeituras, áreas centrais   | 33 473 000                                                           | 8 304,87   | 4 030               |

A tabela abaixo, inclui áreas sub-urbanizadas continuas da zona rural e as áreas centrais. Usando está definição, a Grande Tóquio é menor que a definição para Nova Iorque que tem 18.75 milhões de pessoas e tem 17,405 km quadrados e Tóquio tem 39.19 milhões de pessoas em 16,410 km quadrados. Esta definição é  similar que a da Área Metropolitana de Kantō, mas em 2008.
| Região                                                         | População (Feb 2008 estimadas) | Área (km²) | Densidade (per km²) |
| -------------------------------------------------------------- | ------------------------------ | ---------- | ------------------- |
| Prefectura de Chiba (Suburbanizada)                            | 1 288 400                      | 3 368,56   | 382,48              |
| Nordeste (parte de Prefectura de Gunma, Prefectura de Tochigi) | 1 586 100                      | 1 588,14   | 998,71              |
| Norteoeste (parte de Tochigi, Ibaraki)                         | 1 924 800                      | 2 110,15   | 912,2               |
| Sudeste (parte de Península de Izu)                            | 916 400                        | 1 038,85   | 934,6               |
| Total Suburbanizada                                            | 5 715 400                      | 8 105,70   | 705,1               |
| Grande Tóquio                                                  | 39 188 400                     | 16 410,57  | 2 388               |

## Algumas definições de Tóquio/Kanto

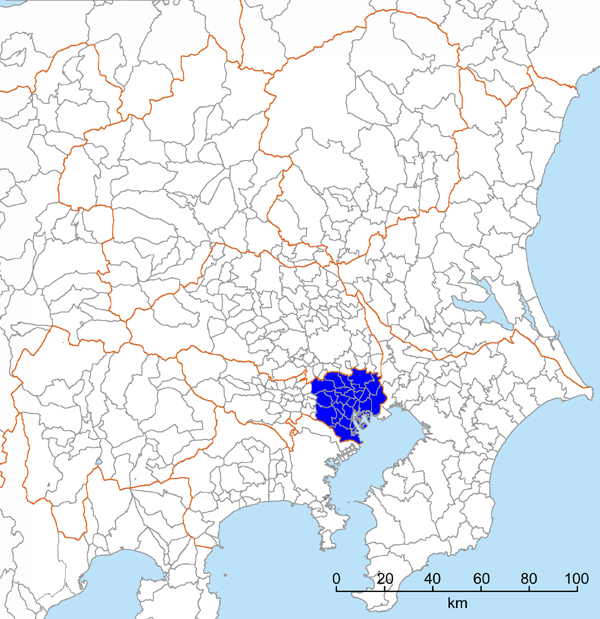
23 Regiões Especiais de Tóquio, População 8,6 milhões de pessoas (2007).
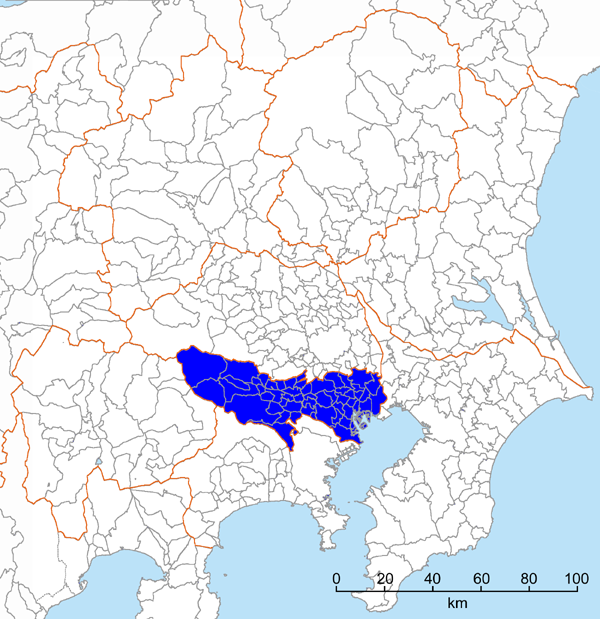
Metrópole de Tóquio, excluindo o Arquipélago Izu/Ilhas Ogasawara. População 12,7 milhões de pessoas (2008).
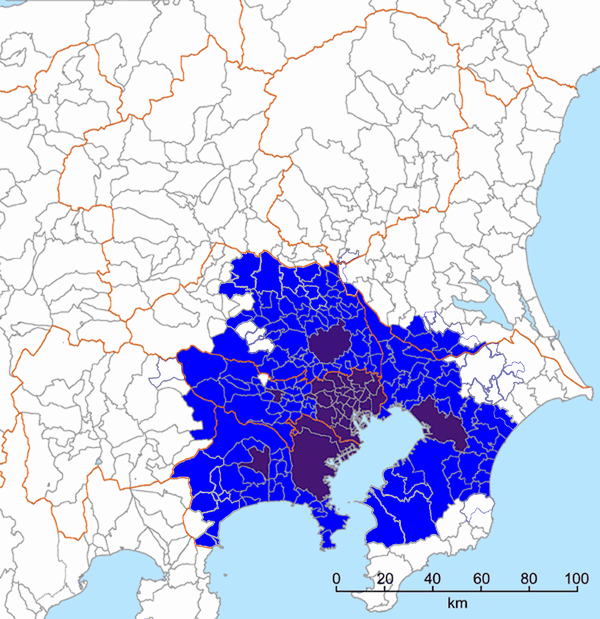
Tóquio (Área Ampliada Urbana), segundo a Universidade de Tóquio. População 35,3 milhões de pessoas (2015).
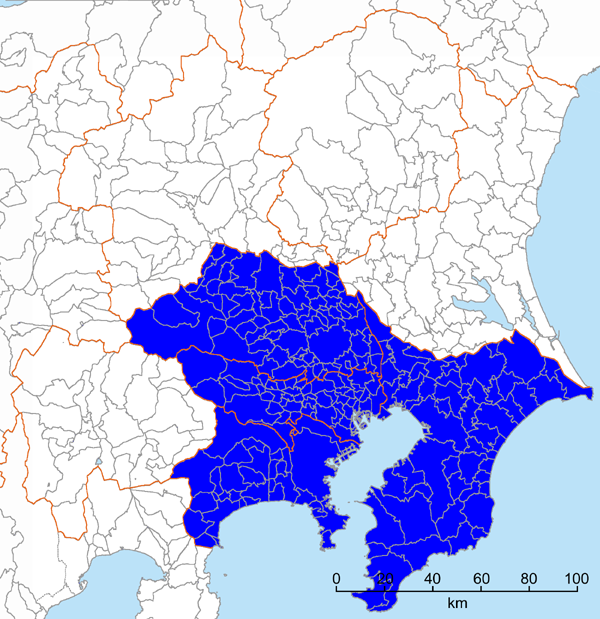
Uma metrópole, três prefeituras, População 34,9 milhões de pessoas (2008).
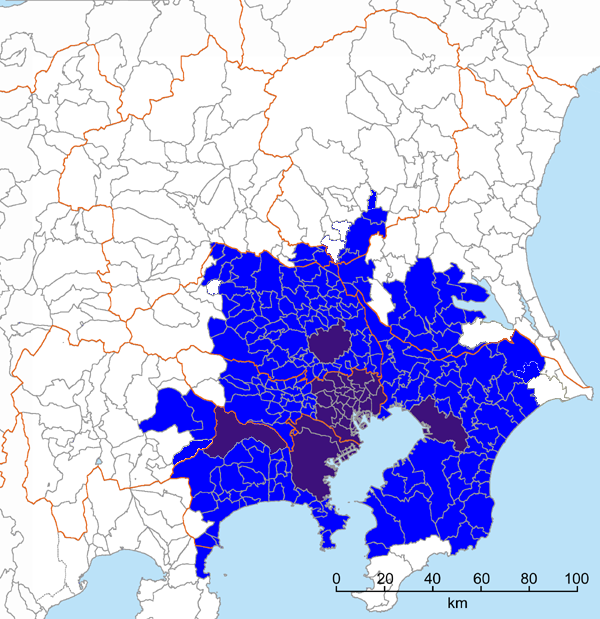
Área Metropolitana Maior de Kantō, segundo o Escritório de Estatística de Japão. População 34,6 milhões (2000). A estimada em 2008 é de cerca de 39 milhões, mas há câmbios para as cidades.
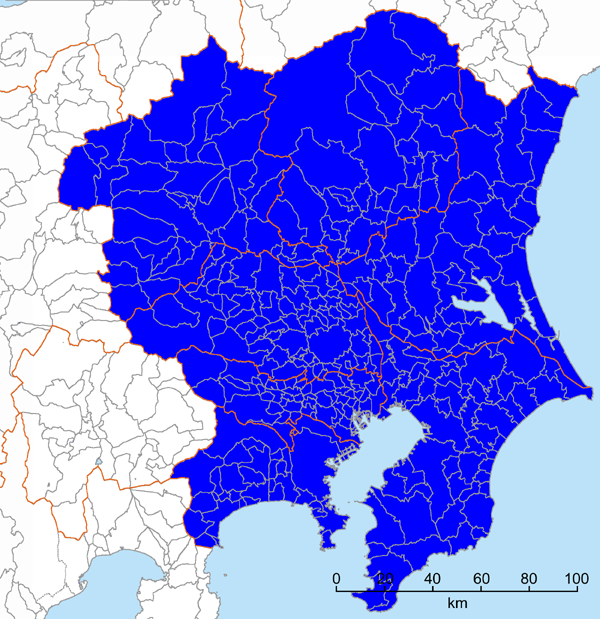
Região de Kantō, 41,9 milhões de pessoas (2008).
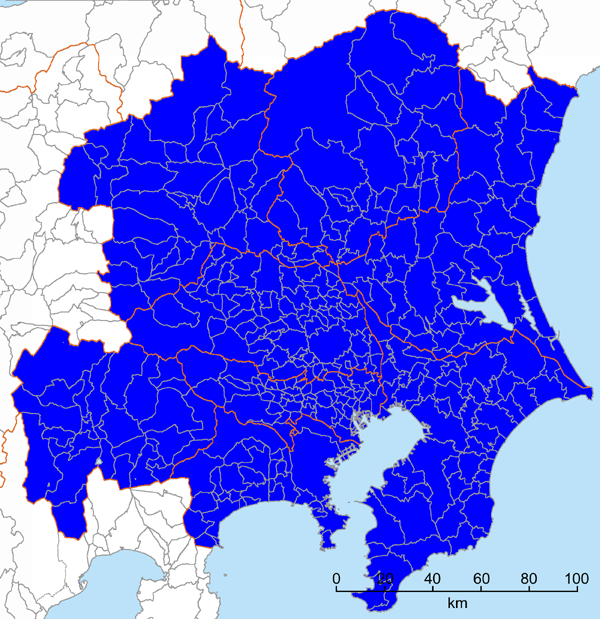
Região Nacional da Capital, segundo a Lei da Região Capital Nacional. População 42,8 milhões de pessoas (2008).